# Пепин (футболист)
Хосе Касас Грис, более известный как Пепин (16 ноября 1931 — 12 октября 2010) — испанский футболист, игравший на позиции вратаря.

## Клубная карьера
Поиграв в молодости в нескольких клубах Валенсии и завершив своё становление как игрока с «Альсирой» и «Аликанте», валенсиец Пепин в 1951 году присоединился к «Лас-Пальмасу» из Ла Лиги и дебютировал в сезоне 1951/52 (в возрасте 20 лет), он сыграл в 14 матчах, а его клуб вылетел из элиты.
Канарский клуб вернулся в высшую лигу в 1954 году, и Пепин продолжал быть первым голкипером вплоть до перехода в «Реал Бетис» шесть лет спустя, когда «Лас-Пальмас» вновь был понижен. Пипин играл пять лет в Андалусии и позже вернулся в свой предыдущий клуб, за который провёл ещё два сезона, уйдя в отставку в 1967 году в возрасте 35 лет, за 14 сезонов в высшем дивизионе он сыграл в 259 матчах.
Пепин умер в больнице доктора Негрина в Лас-Пальмасе 12 октября 2010 года, за месяц до своего 79-го дня рождения.

## Карьера в сборной
Пипин дважды сыграл за сборную Испании, его дебют состоялся 3 октября 1963 года на матче против Северной Ирландии на «Уиндзор Парк» в рамках отбора на чемпионат Европы по футболу 1964, Испания выиграла с минимальным счётом (2:1 по сумме двух матчей), это принесло ему прозвище «Герой Белфаста». Его сборная в итоге вышла в финал турнира, который проходил на её родине, и стала победителем.
1 декабря 1963 года Пепин сыграл свой второй и последний матч, выйдя на поле в дружеской игре с Бельгией в своём родном городе, Валенсии.